# زاپلیوینو
زاپلیوینو (به لاتین: Zaplyvino) یک منطقهٔ مسکونی در روسیه است که در سرزمین آلتای واقع شده‌است.